# Diselenur de tungstè

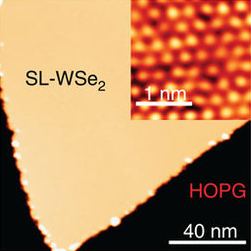
WSE2 monocapa en grafè (groc) i la seva imatge atòmica (inserida).

El diselenur de tungstè és un compost inorgànic amb la fórmula WSe₂. El compost adopta una estructura cristal·lina hexagonal similar al disulfur de molibdè. Cada àtom de tungstè està enllaçat covalentment a sis lligands de seleni en una esfera de coordinació prismàtica trigonal, mentre que cada seleni està enllaçat a tres àtoms de tungstè en una geometria piramidal. L'enllaç tungstè-seleni té una longitud de 0,2526 nm, i la distància entre els àtoms de seleni és de 0,334 nm. És un exemple ben estudiat de material en capes. Les capes s'apilen mitjançant interaccions de van der Waals. WSe ₂ és un semiconductor molt estable en els dicalcogenurs de metalls de transició del grup VI.El polimorf hexagonal (P6₃/mmc) 2H-WSe ₂ és isotípic amb MoS₂ hexagonal. L'estructura de gelosia bidimensional té W i Se disposats periòdicament en capes amb simetria hexagonal. De manera semblant al grafit, les interaccions de van der Waals mantenen les capes juntes; tanmateix, les capes 2D de WSe ₂ no són atòmicament primes. La gran mida del catió W fa que l'estructura de gelosia de WSe₂ sigui més sensible als canvis que MoS₂.
Els dicalcogenurs de metalls de transició són semiconductors amb aplicacions potencials en cèl·lules solars i fotònica. WSe
2 a granel WSe
2 té un interval de banda òptica de ~ 1,35 eV amb una dependència de la temperatura de -4,6×10−4 eV/K. WSe
2 fotoelèctrodes són estables tant en condicions àcides com bàsiques, el que els fa potencialment útils en cèl·lules solars electroquímiques.
Les propietats demonocapes de WSe
2 difereixen de les de l'estat a granel, com és típic dels semiconductors. Monocapes de WSe
2 exfoliades mecànicament són materials fotovoltaics transparents amb propietats LED. Les cèl·lules solars resultants passen el 95 per cent de la llum incident, i una desena part del cinc per cent restant es converteix en energia elèctrica. El material es pot canviar de tipus p a tipus n canviant la tensió d'un elèctrode metàl·lic adjacent de positiu a negatiu, permetent que els dispositius fets amb ell tinguin bandes intermitents ajustables.